# 洪延姬
洪延姬（1963年9月—），女，朝鲜族，中国人民解放军战略支援部队航天工程大学教授，博士生导师，中华人民共和国国家级教学名师，国家重大科研计划项目总体组组长，中共十七大代表 。:121-122

## 生平
1963年9月，洪延姬出生于黑龙江省依兰县。1984年7月，她从哈尔滨科技大学技术物理系本科毕业后进入秦皇岛视听设备研究中心工作，1986年1月被调到延边农学院农机系任教:119。1991年9月，洪延姬考入国防科学技术大学爆炸力学及应用硕士专业，后于1994年4月继续攻读该专业博士学位。1997年10月，她博士毕业后在中国工程物理研究院从事博士后的研究工作。
1999年，洪延姬博士后出站后选择到解放军装备指挥技术学院（今中国人民解放军战略支援部队航天工程大学）工作。她认为基础理论在科技领域起着关键作用，并主动请缨到基础部讲授大学物理，现为该校基础部基础科学教研室教授，博士生导师。她先后承担了5项教育部和总装备部的教学改革项目，出版5部教学专著。她主持研发的国内首个大学物理网络课程《大学物理网络教学系统》在2000年8月获教育部全国网络课程及多媒体课件评比一等奖，《大学物理备课系统》获得教育部全国多媒体教育软件大奖赛一等奖。她撰写的《网络课程设计原理与方法》是中国首部网络课程设计的专著。她先后被评为全军优秀教师、教育部新世纪优秀人才、全国教学名师等。:121
2001年，洪延姬将航空领域世界科技发展前沿的先进推进技术作为自己的研究方向。这是一个仅有美、俄、日少数国家在作机理论证的探索性领域。但她还是迎难而上，2003年11月，先进推进演示试验获得成功，2004年该研究最终被列入国家重大科研计划项目，洪延姬任项目总体组组长。 几年后，洪延姬领导的团队便获得四项国家发明专利，并建立起国内首个国际研究水平的先进推进技术实验室。:121

## 著作
- 金星 洪延姬 沈怀荣 张峥：《工程系统可靠性数值分析方法》国防工业出版社 2002年 ISBN 7-118-02850-9
- 金星 洪延姬 沈怀荣 张峥：《可靠性数据计算及应用》国防工业出版社 2003年 ISBN 7-118-03104-6
- 洪延姬主编：《网络课程设计原理与方法》 宇航出版社 2004年 ISBN 7-80144-743-3
- 金星 洪延姬 编著：《系统可靠性评定方法》国防工业出版社 2005年06月 ISBN 9787118038507
- 金星 洪延姬 编著：《系统可靠性与可用性分析方法》国防工业出版社 2007年2月 ISBN 9787118048827
- 金星 洪延姬 杜红梅编著：《共因失效系统的可靠性分析方法》国防工业出版社 2008年 ISBN 978-7-118-05777-5
- 洪延姬等编著：《临近空间飞行器技术》国防工业出版社 2012年 ISBN 978-7-118-07830-5
- 洪延姬等编著：《先进航天推进技术》 国防工业出版社 2012年 ISBN 978-7-118-08029-2
- 金星 洪延姬：《蒙特卡罗方法在系统可靠性中应用》国防工业出版社 2013年 ISBN 978-7-118-08699-7
- 洪延姬 金星：《激光清除空间碎片方法》 国防工业出版社 2013-08 ISBN 9787118090123
- 洪延姬 金星 周伟静 叶继飞：《微推力和微冲量测量方法》国防工业出版社 2014年 ISBN 978-7-118-09844-0
- 洪延姬，李倩，王殿恺等编著：《超声速飞行器的激光空气锥减阻方法》 科学出版社 2016年 ISBN 978-7-03-049113-8
- 洪延姬 金星 叶继飞 周伟静：《微推力和微冲量测量与误差分析方法》科学出版社 2017-06 ISBN 9787030528926
- 洪延姬 金星 叶继飞 常浩：《天基激光烧蚀操控空间碎片方法》科学出版社 2020年 ISBN 978-7-03-066126-5
- 洪延姬 李得天：《星载微推力器推进性能测量与评估方法》科学出版社 2021年5月 ISBN 978-7-03-068478-3

## 荣誉与获奖
- 2000年8月，教育部全国网络课程及多媒体课件评比一等奖[1]:121[4][5]
- 2001年，被评为全军优秀教师[1]:121[4][5]
- 2004年，教育部新世纪优秀人才奖[1]:121[4][5]
- 2006年，国家级教学名师奖[1]:121[4][5]
- 中国航天基金奖[1]:122
- 个人二、三等功各一次[1]:122
- 军队科技进步二、三等奖共4项[1]:122